# Pherocera rufoabdominalis
Pherocera rufoabdominalis är en tvåvingeart som beskrevs av Irwin 1983. Pherocera rufoabdominalis ingår i släktet Pherocera och familjen stilettflugor. Inga underarter finns listade i Catalogue of Life.